# John Scott (Komponist)
Patrick John O’Hara Scott (* 1. November 1930 in Bristol) ist ein britischer Filmkomponist.

## Leben
Scott arbeitete nach seiner Ausbildung als Band-Musiker und Arrangeur. Er war unter anderem an den Schallplattenaufnahmen der Hollies beteiligt, erlangte Anerkennung als Flötist und verfügte mit dem Johnny Scott Quintet über eine eigene Jazz-Combo. Zum Film stieß er als Musiker für John Barrys frühe Filmkompositionen.
1965 machte er sich als Komponist wie auch als musikalischer Leiter selbstständig. Er intonierte zahlreiche Unterhaltungsfilme und Fernsehproduktionen und komponierte vielfach die Musik zu Werbeclips. Im selben Jahr spielte er in dem Beatles Song „You’ve Got To Hide Your Love Away“ Flöte. Mit JOS im Besitz einer eigenen Plattenfirma, nahm er mehrere Schallplatten mit bekannten Sängern wie Tom Jones und Shirley Bassey auf.

## Filmmusik (Auswahl)
- 1965: Sherlock Holmes’ größter Fall (A Study in Terror)
- 1967: Sumuru – Die Tochter des Satans  (The Million Eyes of Su-Muru)
- 1967: Der Fremde im Haus (Stranger in the House)
- 1967: Zirkus des Todes (Berserk!)
- 1967: Der Kampf (The Long Duel)
- 1967: Tolldreiste Kerle in rasselnden Raketen (Jules Verne’s Rocket to the Moon)
- 1969: Gauner, Kronen und Juwelen (Crooks and Coronets)
- 1970: Der Amerikaner (Twinky)
- 1970: Das Ungeheuer (Trog)
- 1971: Ferien in der Hölle (Wake in Fright)
- 1972: Das zweite Kommando (The Jerusalem File)
- 1972: Antonius und Cleopatra (Antony and Cleopatra)
- 1972: Doomwatch – Insel des Schreckens (Doomwatch)
- 1973: Hexen – geschändet und zu Tode gequält
- 1974: Begrabt die Wölfe in der Schlucht (Billy Two Hats)
- 1974: Craze – Dämon des Grauens (Craze)
- 1974: Das Chaos-Duo (S*P*Y*S)
- 1975: Codewort Hennessy (Hennessy)
- 1975: Bleib mir ja vom Leib (That Lucky Touch)
- 1976: Teufelsbrut – Sklaven des Satans (Satan's Slave)
- 1977: Caprona 2. Teil (The People That Time Forgot)
- 1978: Blutiges Elfenbein (Bloody Ivory)
- 1977–1978: Cousteau – Abenteuer Ozean (The Cousteau Odyssey), 10 Folgen
- 1979: Die Bullen von Dallas (North Dallas Forty)
- 1980: Operation Eiffelturm (The Hostage Tower)
- 1980: Der letzte Countdown (The Final Countdown)
- 1981: Samen des Bösen (Inseminoid)
- 1983: Einer gegen das Imperium (Il mondo di Yor)
- 1984: Greystoke – Die Legende von Tarzan, Herr der Affen (Greystoke: The Legend of Tarzan, Lord of the Apes)
- 1985: Die letzte Jagd (The Shooting Party)
- 1986: Rebell der Wüste (Harem)
- 1986: King Kong lebt (King Kong Lives)
- 1987: Kreuzfeuer der Agenten (The Whistle Blower)
- 1987: Mann unter Feuer (Man on Fire)
- 1988: Mörderischer Vorsprung (Shoot to Kill)
- 1988: Platoon to Hell (Dog Tags)
- 1988: Die Täuscher (The Deceivers)
- 1989: Winter People – Wie ein Blatt im Wind (Winter People)
- 1989: Black Rainbow – Schwarzer Regenbogen (Black Rainbow)
- 1989: Die Mörder warten schon (Red King, White Knight)
- 1990: Leon (Lionheart)
- 1990: König der Winde (King of the Wind)
- 1991: Die Abenteuer des Samurai (Kabuto)
- 1992: Jack Ruby – Im Netz der Mafia (Ruby)
- 1993: Der Fall Lucona
- 1995: Gefährliche Wildnis (Far from Home: The Adventures of Yellow Dog)
- 1995: Die Rembrandt-Connection (Night Watch)
- 1996: Tashunga – Gnadenlose Verfolgung (North Star)
- 1996: Deadly Voyage – Treibgut des Todes (Deadly Voyage)
- 1997: Auf der Spur des großen Bären (Walking Thunder)
- 1997: 20.000 Meilen unter dem Meer (20,000 Leagues Under the Sea)
- 1997: Das zweite Dschungelbuch – Mowglis neue Abenteuer (The Second Jungle Book: Mowgli & Baloo)
- 1998: The Scarlet Tunic
- 1998: Allein auf der Pirateninsel (The New Swiss Family Robinson)
- 2003: Kleine Wunden (Petites coupures)